# 歸仁庄
歸仁庄，為1920年~1945年間存在之行政區，轄屬台南州新豐郡。今台南市歸仁區。

## 街庄原名
原屬
- 歸仁南里之歸仁南庄
- 歸仁北里之歸仁北庄
- 永豐里之崙仔頂庄、沙崙庄
- 崇德西里之大苓庄、林仔邊庄、刣猪厝庄、大潭庄
- 保西里之八甲庄、媽祖廟庄[1]

## 行政區劃
歸仁庄轄域內分為歸仁南、歸仁北、崙子頂、沙崙、大苓、林子邊、刣豬厝、大潭、八甲、媽祖廟十個大字。